# March 881
Chronologie des modèles (1988-1989)
March 871 March CG891
La March 881 est la monoplace de Formule 1 engagée par l'écurie March Engineering lors de la saison 1988 de Formule 1 et les deux premières courses de la saison 1989. Elle est pilotée par le Brésilien Mauricio Gugelmin, qui fait ses débuts dans la discipline, et l'Italien Ivan Capelli, présent dans l'écurie depuis 1987.
Conçue par l'ingénieur Britannique Adrian Newey qui réalise sa première monoplace de Formule 1, la March 881 utilise un moteur atmosphérique Judd. C'est la première monoplace à moteur atmosphérique à mener un Grand Prix depuis 1983, date à partir de laquelle les moteurs compressés dominent la compétition.

## Saison 1988
La saison 1988 commence par un double abandon au Grand Prix du Brésil. À Saint-Marin, seul Mauricio Gugelmin franchit la ligne d'arrivée tandis que son coéquipier abandonne dès le deuxième tour à la suite d'un problème de boîte de vitesses. La manche monégasque ne se déroule guère mieux pour l'écurie britannique : parti de la vingt-deuxième position, Capelli termine dixième et dernier à trois tours de son plus proche rival, Nicola Larini, alors que Gugelmin, parti quatorzième, abandonne en raison d'un problème de pompe à essence,. Au Grand Prix du Mexique, le pilote brésilien ne rallie pas l'arrivée alors que Capelli termine seizième et dernier.
Le Grand Prix du Canada marque le début d'une période plus prospère pour March puisqu'Ivan Capelli marque les points de la cinquième place alors qu'il s'est élancé de la quatorzième position,. À Detroit, un accident survenu aux essais empêche Capelli de prendre le départ tandis qu'en France, les deux pilotes March terminent à la porte des points.
Lors du Grand Prix de Grande-Bretagne, Gugelmin et Capelli se qualifient respectivement cinquième et sixième, juste derrière les pilotes Ferrari et McLaren. En course, le Brésilien termine quatrième et marque les premiers points de sa carrière. En Allemagne et en Hongrie, les pilotes March rapportent chacun une cinquième place. À Spa-Francorchamps, Capelli se qualifie quatorzième et en course, remonte dans le classement pour terminer cinquième, avant que les pilotes Benetton Formula ne soient disqualifiés pour essence non conforme. L'Italien rafle alors une troisième place sur tapis vert signant son premier podium en Formule 1 et le premier podium de March depuis douze ans,. En Italie, Capelli termine cinquième tandis que Gugelmin finit huitième.
Le Grand Prix du Portugal est le meilleur Grand Prix de la saison pour March : lors des qualifications, Ivan Capelli se qualifie en troisième position, derrière les McLaren d'Alain Prost et d'Ayrton Senna, tandis que Mauricio Gugelmin se qualifie cinquième. Si le Brésilien abandonne au cinquante-neuvième tour sur casse moteur, Capelli et sa modeste 881 rivalisent avec les pilotes McLaren. Au vingt-deuxième tour, l'Italien double Senna puis se bagarre avec Prost pour la victoire et, malgré quelques coupures moteur, termine deuxième de la course à neuf secondes du Français,.
La fin de saison est plus difficile pour March. En Espagne, Capelli abandonne au quarante-cinquième tour alors qu'il était troisième. Lors du Grand Prix du Japon, l'Italien, parti de la quatrième position, parvient de nouveau à rivaliser avec Prost et prend même la tête de la course durant le seizième tour avant d'abandonner sur problème électrique. Lors du dernier Grand Prix de la saison, disputé en Australie, Capelli termine sixième tandis que Gugelmin, élancé de la dix-neuvième place, abandonne à la suite d'un accrochage.
À la fin de la saison, March termine sixième du championnat des constructeurs avec vingt-deux points, dont dix-sept marqués par Ivan Capelli, qui se classe septième. Avec cinq points, Mauricio Gugelmin prend la treizième place finale.

## Saison 1989
La conception de la March CG891 prend du retard et March doit engager la March 881 pour les deux premières courses de la saison 1989. Lors du premier Grand Prix de la saison, disputé au Brésil, Capelli se qualifie en septième position tandis que Gugelmin est douzième. En course, si Capelli abandonne au vingt-deuxième tour sur un problème de suspension, Gugelmin remonte le classement et termine troisième, signant son unique podium en Formule 1,. Ce podium est le dernier de l'histoire de l'écurie March.
À Saint-Marin, Ivan Capelli prend la treizième place des qualifications tandis que Mauricio Gugelmin n'est que dix-neuvième En course, aucun des deux pilotes ne rallie cependant l'arrivée, Capelli abandonnant dès le premier tour à la suite d'un accident et Gugelmin abandonnant au trente-neuvième tour sur un problème d'embrayage. La CG891 est engagée dès le Grand Prix suivant, disputé à Monaco.

## Résultats en championnat du monde de Formule 1
| Saison | Écurie                         | Moteur     | Pneumatiques | Pilotes           | Courses | Courses | Courses | Courses | Courses | Courses | Courses | Courses | Courses | Courses | Courses | Courses | Courses | Courses | Courses | Courses | Points inscrits | Classement |
| Saison | Écurie                         | Moteur     | Pneumatiques | Pilotes           | 1       | 2       | 3       | 4       | 5       | 6       | 7       | 8       | 9       | 10      | 11      | 12      | 13      | 14      | 15      | 16      | Points inscrits | Classement |
| ------ | ------------------------------ | ---------- | ------------ | ----------------- | ------- | ------- | ------- | ------- | ------- | ------- | ------- | ------- | ------- | ------- | ------- | ------- | ------- | ------- | ------- | ------- | --------------- | ---------- |
| 1988   | Leyton House March Racing Team | Judd CV V8 | Goodyear     |                   | BRÉ     | SMR     | MON     | MEX     | CAN     | DET     | FRA     | GBR     | ALL     | HON     | BEL     | ITA     | POR     | ESP     | JAP     | AUS     | 22              | 6e         |
| 1988   | Leyton House March Racing Team | Judd CV V8 | Goodyear     | Mauricio Gugelmin | Abd     | 15e     | Abd     | Abd     | Abd     | Abd     | 8e      | 4e      | 8e      | 5e      | Abd     | 8e      | Abd     | 7e      | 10e     | Abd     | 22              | 6e         |
| 1988   | Leyton House March Racing Team | Judd CV V8 | Goodyear     | Ivan Capelli      | Abd     | Abd     | 10e     | 16e     | 5e      | Np      | 9e      | Abd     | 5e      | Abd     | 3e      | 5e      | 2e      | Abd     | Abd     | 6e      | 22              | 6e         |
| 1989   | Leyton House March Racing Team | Judd CV V8 | Goodyear     |                   | BRÉ     | SMR     | MON     | MEX     | USA     | CAN     | FRA     | GBR     | ALL     | HON     | BEL     | ITA     | POR     | ESP     | JAP     | AUS     | 4*              | 12e        |
| 1989   | Leyton House March Racing Team | Judd CV V8 | Goodyear     | Mauricio Gugelmin | 3e      | Abd     |         |         |         |         |         |         |         |         |         |         |         |         |         |         | 4*              | 12e        |
| 1989   | Leyton House March Racing Team | Judd CV V8 | Goodyear     | Ivan Capelli      | Abd     | Abd     |         |         |         |         |         |         |         |         |         |         |         |         |         |         | 4*              | 12e        |

Légende : ici 
- * Aucun point marqué avec la March CG891.